# دربند (تهران)

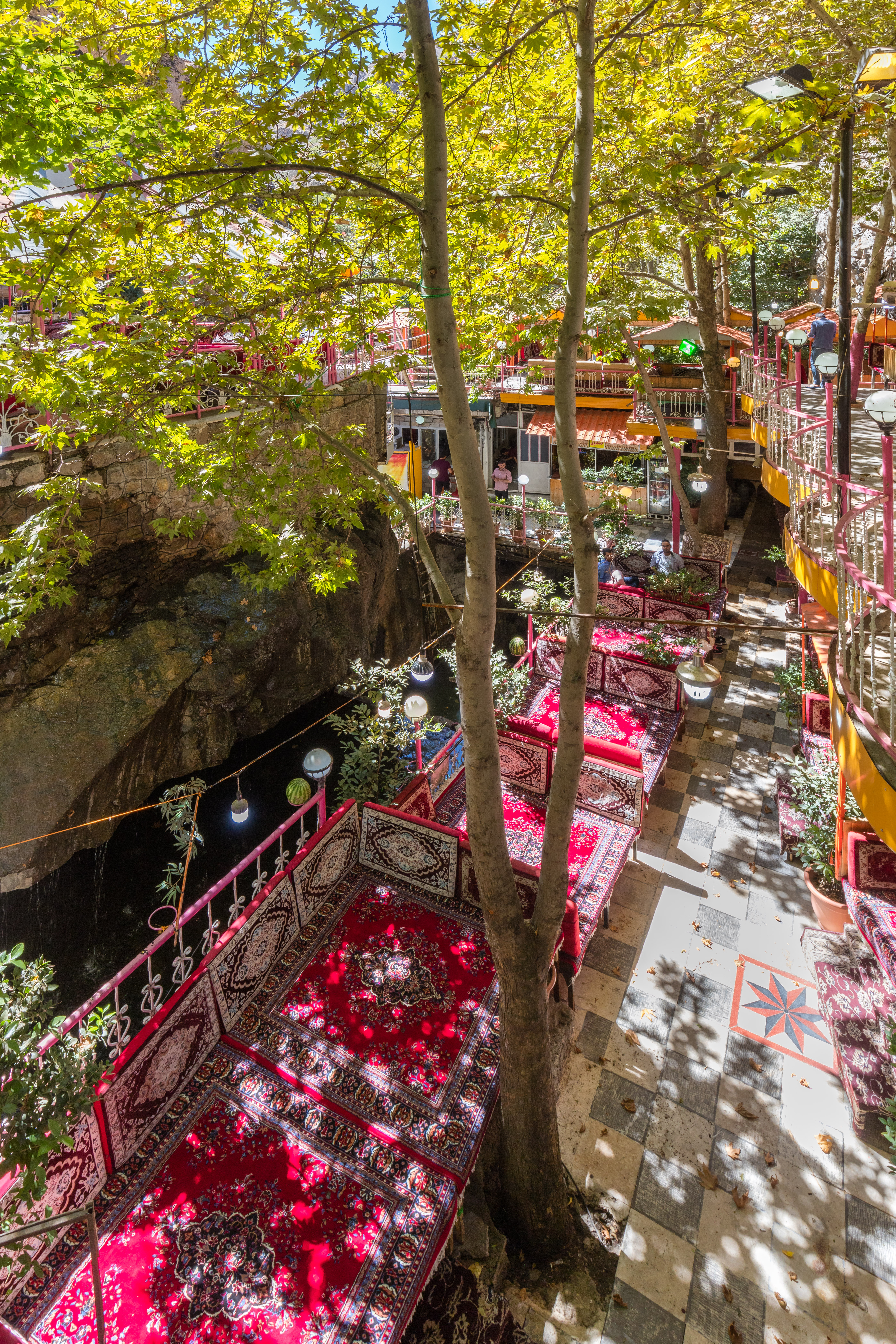
دربند

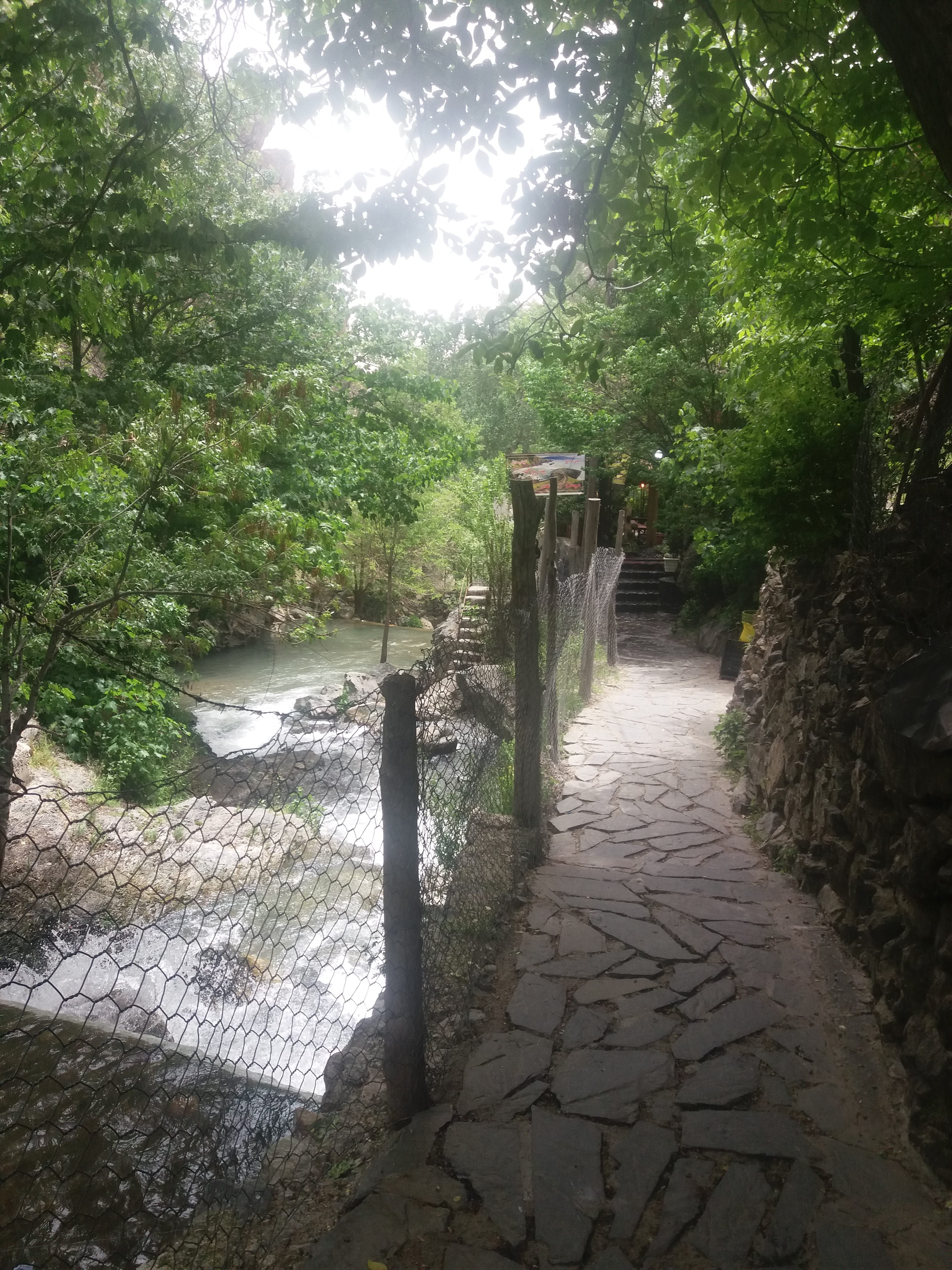
دربند تهران - ۱۳۹۵

دَربَند، یکی از محله‌های تهران از دهکده‌های قدیمی شمیران در شمال باغ سعدآباد است.
این محله شمالی ترین نقطه شهر تهران از لحاظ مختصات جغرافیایی است.
محله دربند از مناطق خنک و گردشگری تهران است. بر پایه نظرسنجی‌های انجام شده، دربند نخستین گزینهٔ شهروندان تهرانی برای پذیرایی از میهمان خارجی و شهرستانی است و پس از آن فشم، لواسان، درکه و فرحزاد قرار دارند.
در گذشته‌ای نه چندان دور در این محله به زبان تاتی سخن گفته‌می‌شد. البته هنوز در روستاهای دربند مانند پس قلعه زبان تاتی رایج است.

## جغرافیا
دربند در ارتفاع ۱۷۰۰ متری از سطح دریا قرار گرفته و آغاز یکی از راه‌های اصلی صعود کوهنوردان به البرز مرکزی است. کوره‌راهی از دربند آغاز می‌شود و به آبشار دوقلو و پناهگاه شیرپلا ختم می‌شود. محله‌های قدیمی دربند عبارت‌اند از: مرغ‌محله (مغ‌محله)، کنارمحله، کلاغ‌پر و سربند. رودخانه دربند از میان محله می‌گذرد؛ سیل سال ۱۳۶۶ این رودخانه بازار تجریش را نابود کرد. دره‌های اصلی رودخانهٔ دربند عبارت‌اند از: دره اوسون، دره آبشار، دره امامزاده ابراهیم، دره کاک، آب شیردره و دره زون. خیابان دربند از ارتفاع ۱۶۰۰ متری در میدان قدس (شهرداری منطقه ۱) آغاز و در ارتفاع ۱۸۰۰ متری در میدان سربند (تندیس کوهنورد) به پایان می‌رسد.

## پیشینه
در زمان قاجار برخی از شاهزاده‌های قاجار از جمله شاهزاده الله‌وردی‌میرزا و ابوالملوک کیومرث‌میرزا در اینجا نشیمن داشتند. روز چهارشنبه رمضان ۱۳۰۳ قمری ناصرالدین‌شاه قاجار در راه پس‌قلعه و آبشار به دربند هم آمد. وقتی که بابی‌ها به ناصرالدین‌شاه تیر زدند یکی از ایشان به نام میرزا حسین‌علی با گروهی به مرغ‌محله دربند گریختند. مأموران پس از مدتی آن‌ها را یافته به زندان انداختند. از آنجا که دربند در قدیم مرکز علوم غریبه و خفیه و دعانویسی بود عده‌ای از سادات بیاتی به این علم استاد بوده و کامران‌میرزا نایب‌السلطنه، پسر سوم ناصرالدین‌شاه نیز سالی یک‌بار برای دعا گرفتن به دربند می‌رفت. خانهٔ دکتر ملیسپو، مستشار مالی آمریکایی نیز در دربند بود.
در زمین‌های دهکده دربند به فرمان رضاشاه مهمانخانه و چندین ویلا ساختند. پیش از رسیدن به میدان سربند، در سمت چپ رودخانه هتل دیپلمات قرار دارد که تا اواسط دوران محمدرضا پهلوی محل پذیرایی مهمانان خارجی بوده است.

## تندیس کوهنورد
تندیس کوهنورد که در میدان سربند در محلهٔ دربند برپا است در سال ۱۳۴۱ توسط رضا لعل ریاحی، پیکره‌تراش و نقاش ایرانی ساخته و سپس نصب شد. پیشنهاد ساخت این تندیس در سال ۱۳۳۷ از سوی حسن وجدان‌خوش، از کوه‌نوردان با سابقه ایرانی داده شد. سرهنگ بیات، رئیس مرکز آموزش کوهستانی ارتش، مقدمات ساخت آن را آماده کرد و «مهام»، شهردار وقت تهران، هزینه ساخت مجسمه را پذیرفت. امیر شاه قدمی، گروهبان ارتش و مربی کوه‌نوردی مرکز آموزش کوهستانی و مربی اسکی ایران به عنوان مدل معرفی شد و شهرداری هم مبلغ ۱۰ هزار تومان بابت ساخت مجسمه پرداخت. گروهبان شاه قدمی، سه سال بعد در سال ۱۳۴۰، در عملیات نجات سرنشینان هواپیمای آمریکایی سقوط کرده در قله زردکوه شرکت کرد و از رئیس‌جمهور وقت آمریکا (کندی) مدال لیاقت نیز دریافت کرد. سرهنگ شاه قدمی در سال ۱۳۹۱ در ۸۰ سالگی در تهران درگذشت.
سال ۱۳۳۸، یک سال پس از طرح این پیشنهاد مدل گچی آن آماده و در میدان سربند نصب شد، اما بارندگی و یخ‌زدگی زمستان همان سال بود که دست و بخشی از بدن مجسمه را خرد کرد. این قسمت مدت‌ها با پرچم ایران پوشانده شده بود تا این‌که در سال ۱۳۴۱ با پی‌گیری‌های رئیس وقت فدراسیون، رضا لعل ریاحی تندیس سیمانی را آماده کرد که هنوز پابرجا است.

## خیابان‌های مهم
- خیابان دربند
- خیابان فناخسرو (ثبت)
- خیابان غلام جعفری (جعفرآباد)
- خیابان ظهیرالدوله

## نگارخانه

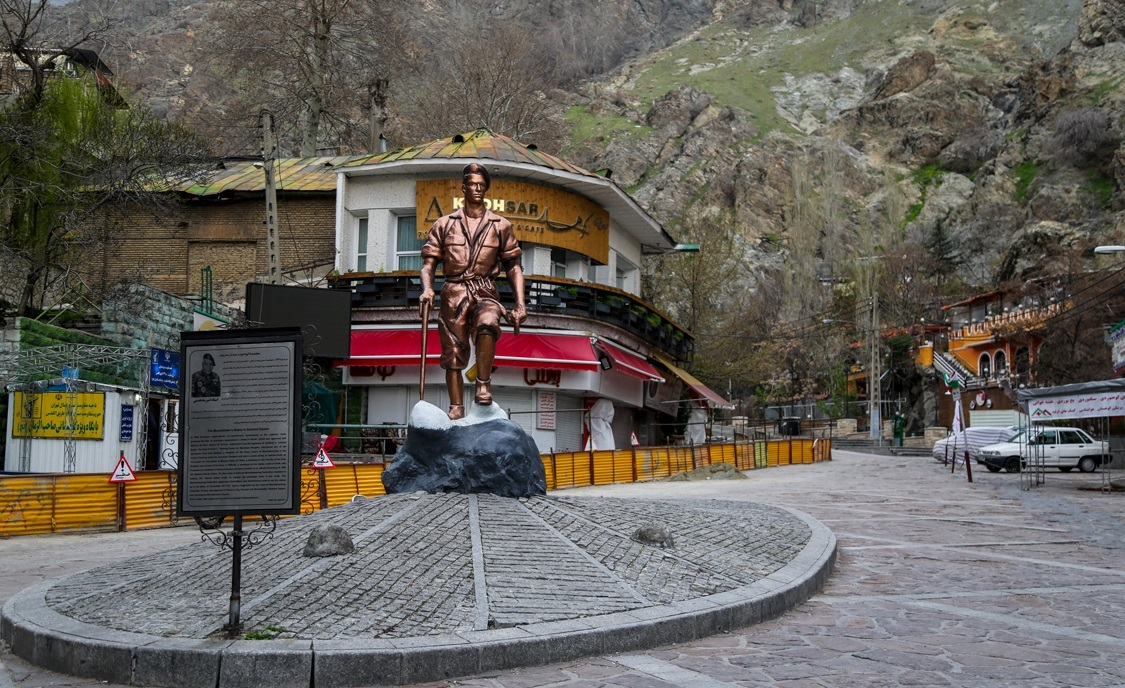
مجسمه کوهنورد
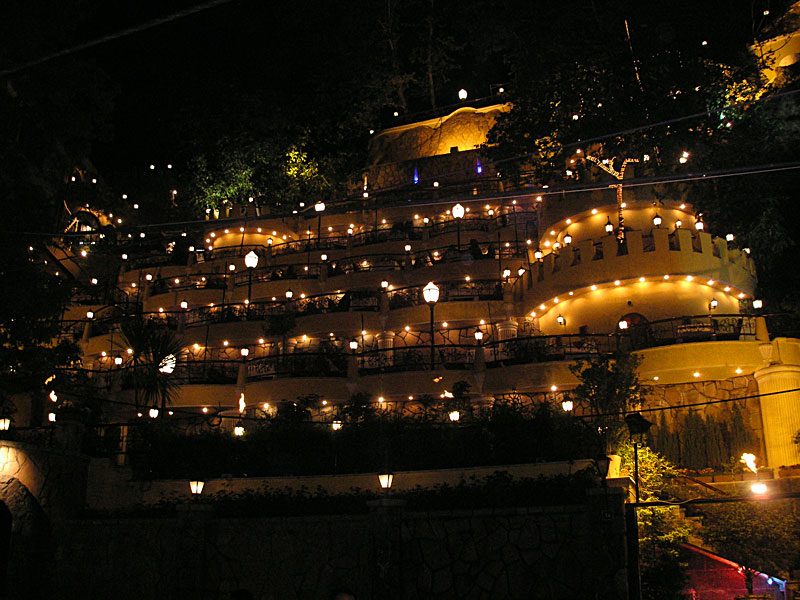
رستوران باغ بهشت در شب
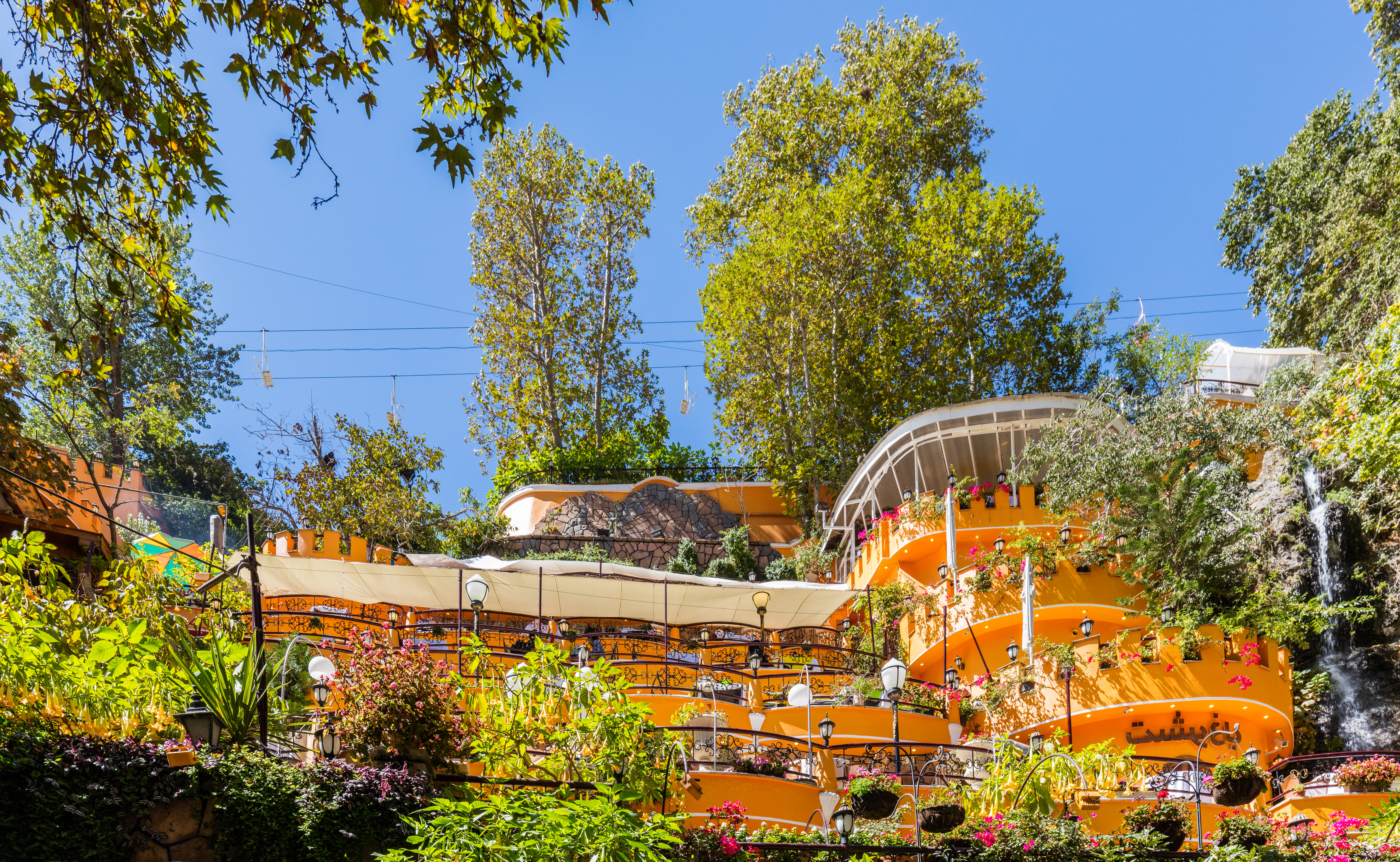
رستوران باغ بهشت دربند
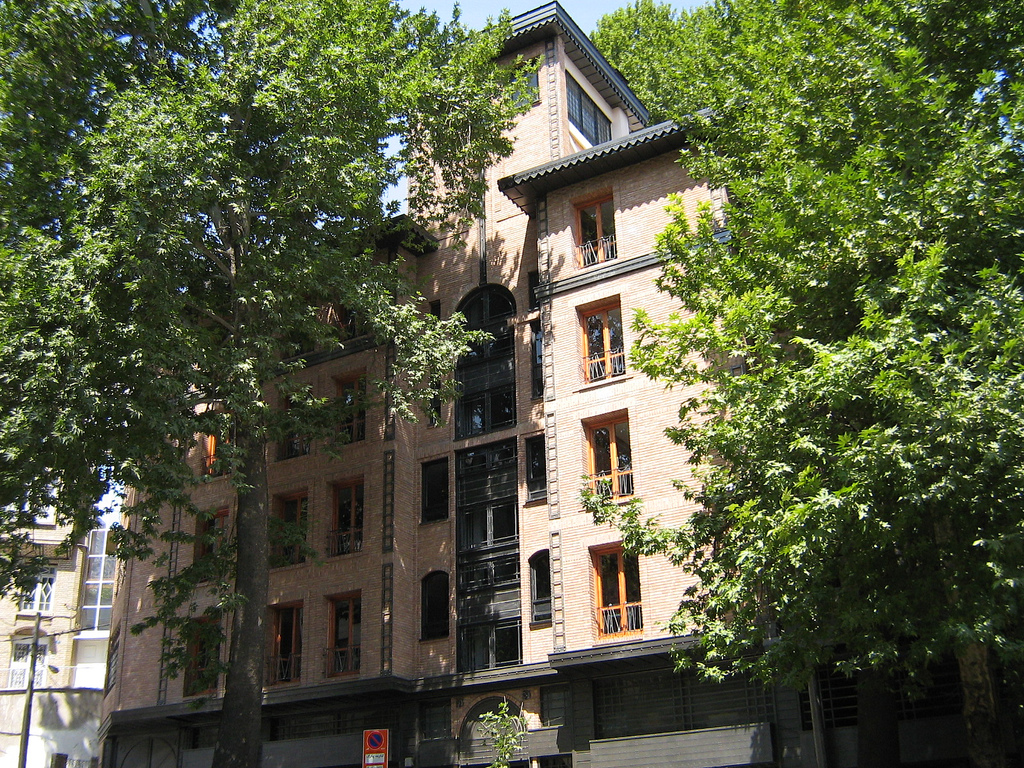
یکی از آپارتمان‌های دربند
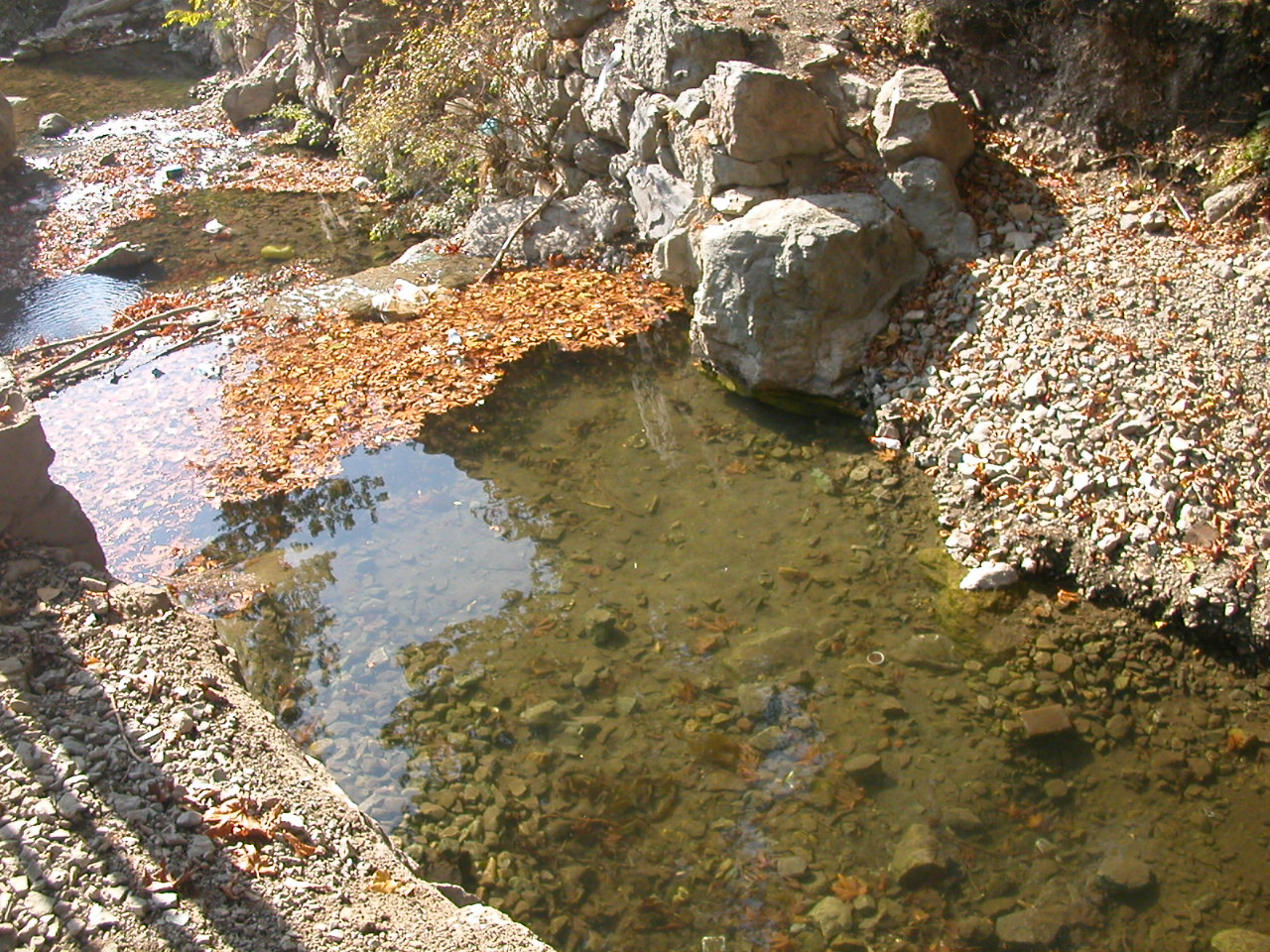
طبیعت دربند
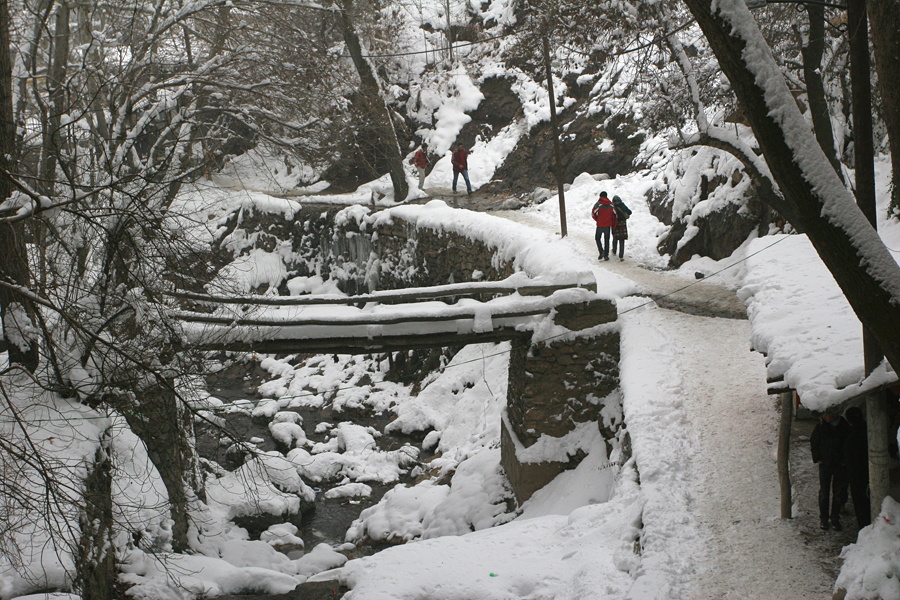
راه‌های کوهستانی در دربند
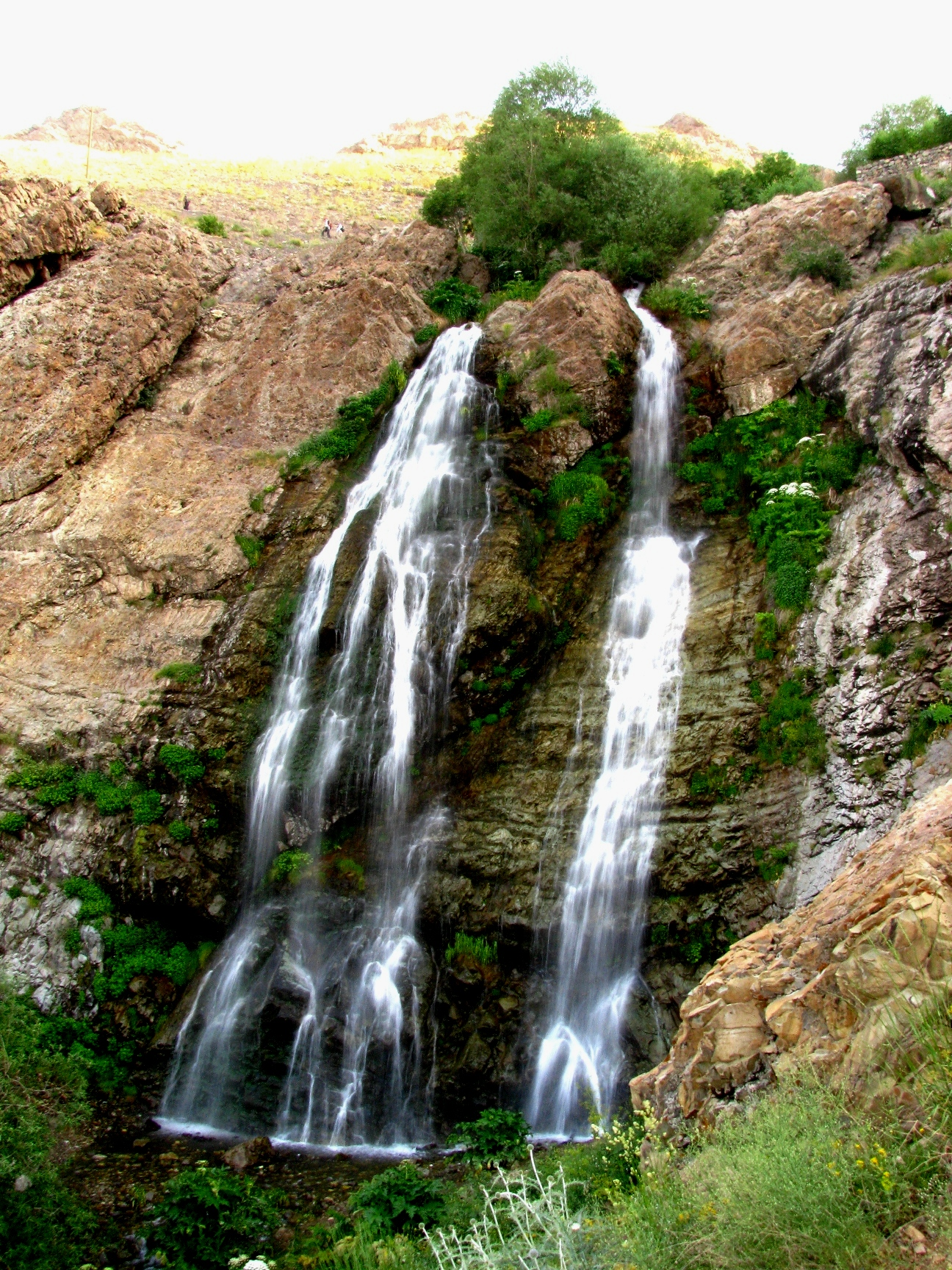
آبشار دوقلو
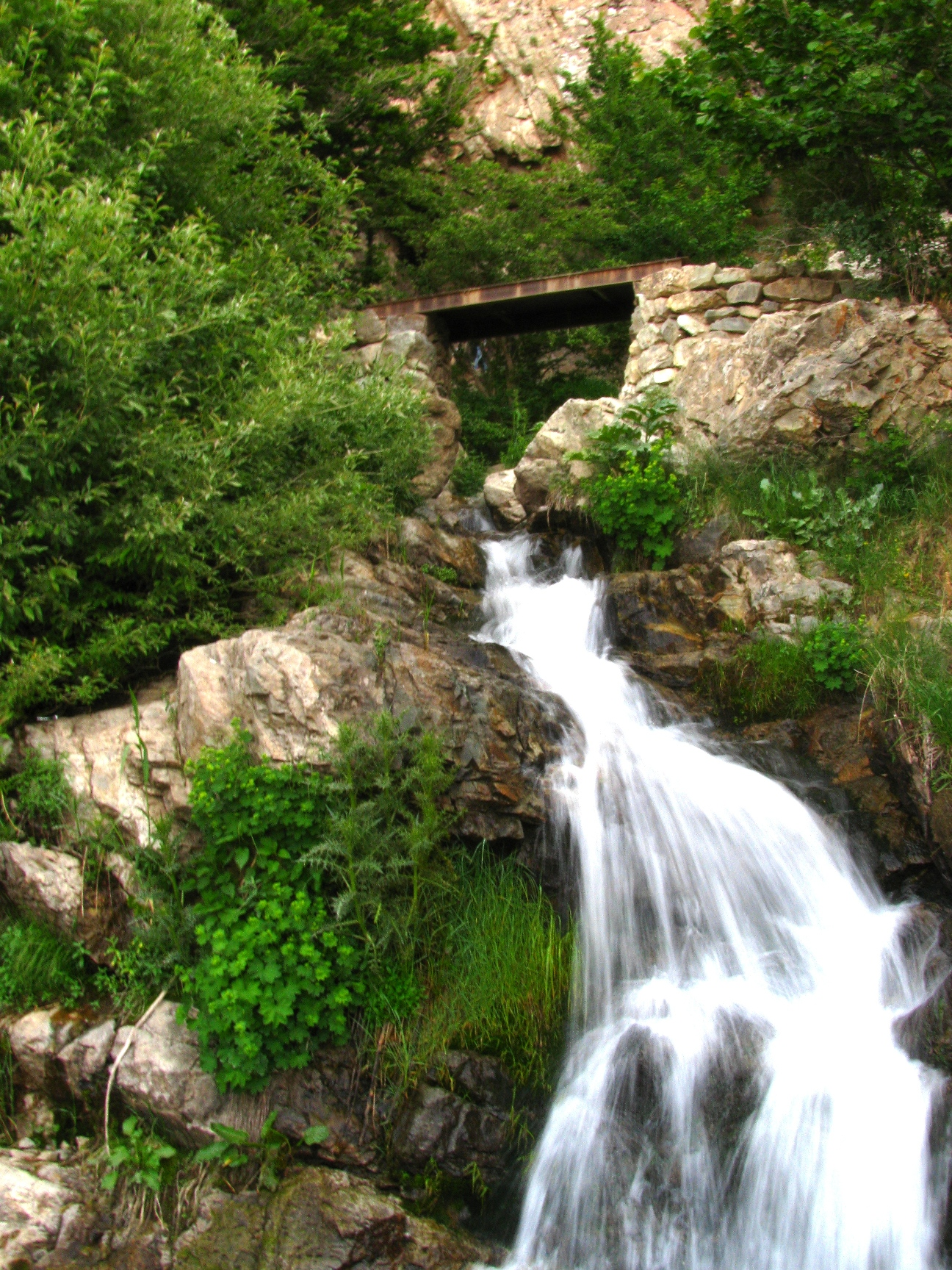
طبیعت دربند
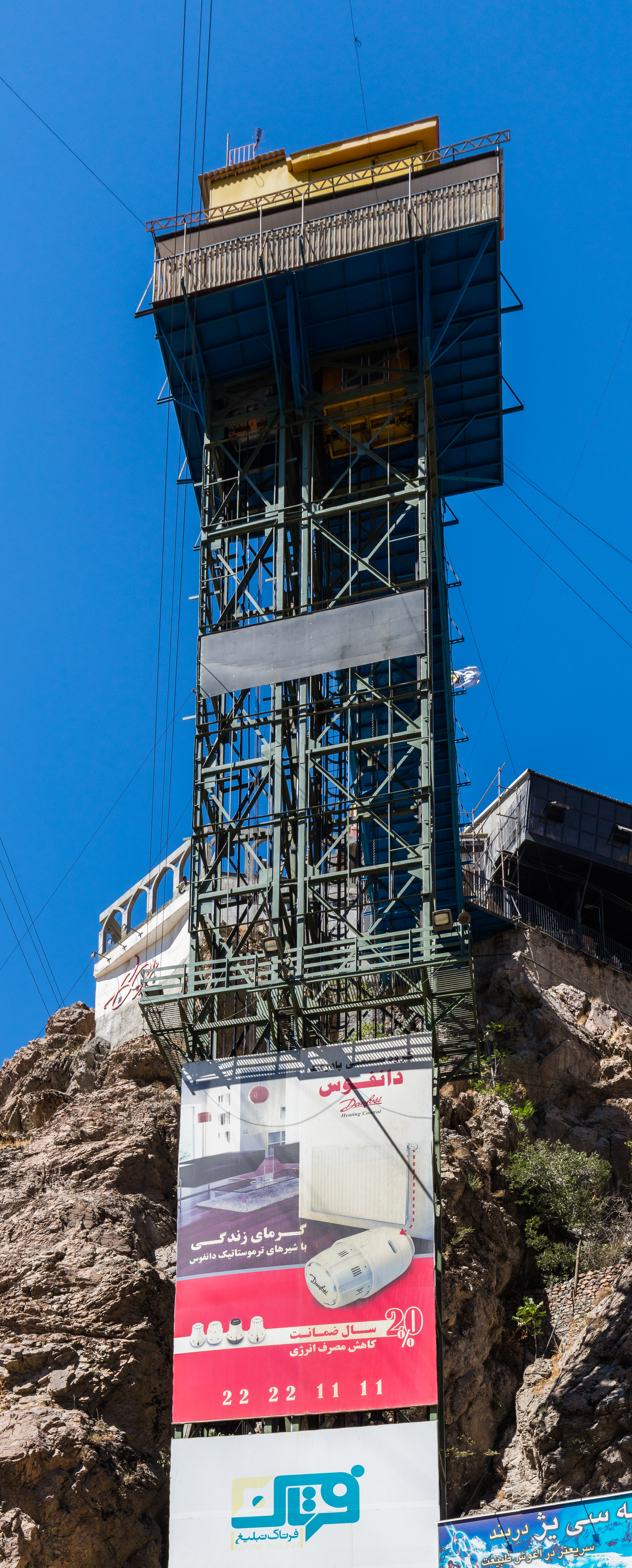
آسانسور